# Амелія Ергарт
Аме́лія Мері Е́ргарт (англ. Amelia Mary Earhart; 24 липня 1897 — зникла безвісти 2 липня 1937, визнана померлою 5 січня 1939) — американська льотчиця, популяризаторка авіації, письменниця, журналістка, ораторка, феміністична ікона. Одна з перших жінок в авіації. Перша жінка, яка перелетіла Атлантичний океан. Удостоєна місця на Поверсі спадщини.

## Ранні роки
Народилася 24 липня 1897 року в Атчісоні, штат Канзас, у сім'ї адвоката Едвіна Ергарта та Емілії «Емі» (Отіс, 1869—1962) з сім'ї місцевого судді.
Із ранніх років мала надзвичайну на той час свободу вибору інтересів, друзів і розваг. З дитинства була чудовою наїзницею, плавала, грала в теніс і стріляла з подарованої батьком гвинтівки 22 калібру. Читати навчилася в чотири роки і з ранніх літ поглинала безліч різноманітної літератури, але вабили — книжки про великі відкриття і пригоди. Серед дітей із сусідніх вулиць була визнаним лідером і затійницею. Оцінки в школі майже завжди були відмінними, особливо з природничих наук, історії та географії. У віці десяти років Амелія бачила літак, але в той час не відчула до нього особливого інтересу.
Згодом фінансовий стан сім'ї погіршився; Едвін Ергарт почав пиячити, що поступово згубило його кар'єру. У пошуках роботи сім'я кілька разів переїжджала — спочатку в Де-Мойн (Айова), потім у Сент-Пол (Міннесота). До 1915 року родині довелося пізнати справжню бідність, коли сукні дочкам, які підростали, шили зі старих віконних фіранок. У підсумку Емі, забравши дочок, переїхала до родичів у Чикаго. Проте восени 1916 р., використавши отримані за заповітом гроші, мати відправила Амелію в елітний коледж Ogontz School у Пенсільванії.
На Різдво 1917 року, приїхавши в Торонто, щоб відвідати молодшу сестру, Амелія побачила надворі тяжко поранених солдатів, прибулих із фронтів Першої Світової війни. Враження було таким сильним, що замість повернення до школи Амелія записалася на прискорені курси медсестер і пішла у військовий шпиталь. До кінця війни здобутий досвід схиляв її до думки присвятити своє життя медицині. Проте неподалік госпіталю перебував військовий аеродром і, відвідавши кілька авіашоу, Амелія зацікавилась авіацією — що пізніше змінило її долю.

## Кар'єра в авіації
Певний час Ергарт вивчала в Колумбійському університеті фізику, хімію і медицину, і навіть французьку класичну літературу (знала чотири іноземні мови). У 1920 ррці, об'єднавшись знову, сім'я переїхала в Лос-Анджелес. На Різдво 1920 року Ергарт потрапила на виставку літальних апаратів у Лонг-Біч, штат Каліфорнія, і через кілька днів — на аеродромі Роджерс Філд вперше була в десятихвилинному польоті як пасажирка. Зачарована відчуттям польоту, вирішила навчитися літати сама, й у січні 1921 почала відвідувати уроки пілотажу.
Її першим інструктором була Аніта (Нета) Снук — одна з небагатьох у ті роки жінок-льотчиць, яка придбала неновий навчальний літак «Кертис-Гок» і заробляла ним на життя, навчаючи охочих азів льотної справи. Нета відзначила природність нової учениці, яка спокійно і впевнено почувала себе у кабіні; втім, вона побачила в ній певну схильність до авантюризму — кілька разів їй доводилося втручатися у керування, перешкоджаючи спробам Амелії пролетіти під дротами лінії електропередач поблизу аеродрому при заході на посадку.
Уроки коштували недешево, і щоб оплатити навчання, Ергарт прагнула отримати добру роботу. Вона грала на банджо в мюзик-холі, працювала фотографом, кінооператором, вчителькою, секретаркою, телефоністкою, автомеханіком і водійкою вантажівки — і водночас намагалася дізнатися усе можливе про авіацію, від теорії польоту до будови авіадвигуна. Влітку 1921 Ергарт придбала невеличкий яскраво-жовтий біплан «Кіннер Ейрстер» — перший власний літак. Нета Снук не схвалила придбання.
«Ейрстер» був єдиним примірником експериментального літака, оснащеним 3-циліндровим двигуном повітряного охолодження, — одним із перших такої конструкції у США. Один з циліндрів цього двигуна мав схильність до заклинювання; загалом же вважалося, що це суворий, небезпечний літак, нетолерантний до помилок пілотування. Проте Амелія високо оцінила придбання і проводила чимало часу у повітрі, освоюючи мистецтво повітряної акробатики під керівництвом одного з досвідчених відставних армійських пілотів.
22 жовтня 1922 р. Амелія Ергарт встановила свій перший світовий рекорд, піднявшись на висоту 14000 футів (близько 4300 м) — вище, ніж вдавалося досі жінці-пілоту. Поступово вона нарощувала професійну репутацію. Інтерес публіки до авіації був величезний, і на аеродромах Каліфорнії часто проводили авіашоу з імітацією повітряних боїв, різноманітними ризикованими трюками і змаганнями у мистецтві вищого пілотажу. Вже до кінця року Ергарт стала визнаною зіркою подібних повітряних родео, її ім'я стало дедалі частіше з'являтися в авіаційній пресі. Тоді у США для пілотування особистого літака ще не вимагалося обов'язкової формальної ліцензії. Проте 16 травня 1923 року Амелія Ергарт отримала ліцензію Національної Асоціації Аеронавтики США.
Остаточне розлучення батьків у 1924 році принесло нове погіршення фінансового стану і змусило Амелію продати літак, і вона з матір'ю поїхала у Бостон. Тут отримала роботу викладачки англійської для дітей імігрантів у дитячому будинку. Увесь час і гроші використовувала для льотної практики. Швидко стала відомою та здобула повагу в авіаційних колах, оскільки не лише добре літала, але не гидувала технічною роботою, допомагаючи механікам обслуговувати і ремонтувати літаки й авіадвигуни на аеродромі.
Після перельоту Чарльза Ліндберга через Атлантичний океан у 1927 ррці багата американка Емі Гест, яка жила в Англії, висловила інтерес до того, щоб стати першою жінкою, яка перетнула Атлантику повітрям. На її думку, переліт мав символізувати дружбу між Великою Британією і США. Переліт організували з відомим нью-йоркським видавцем Джорджем Палмером Путнамом. Для перельоту закупили 3-моторний «Фокер» F-VII, під назвою «Friendship» («Дружба»), і найняли пілота Вілмера Стульца і бортмеханіка Лу Гордона.

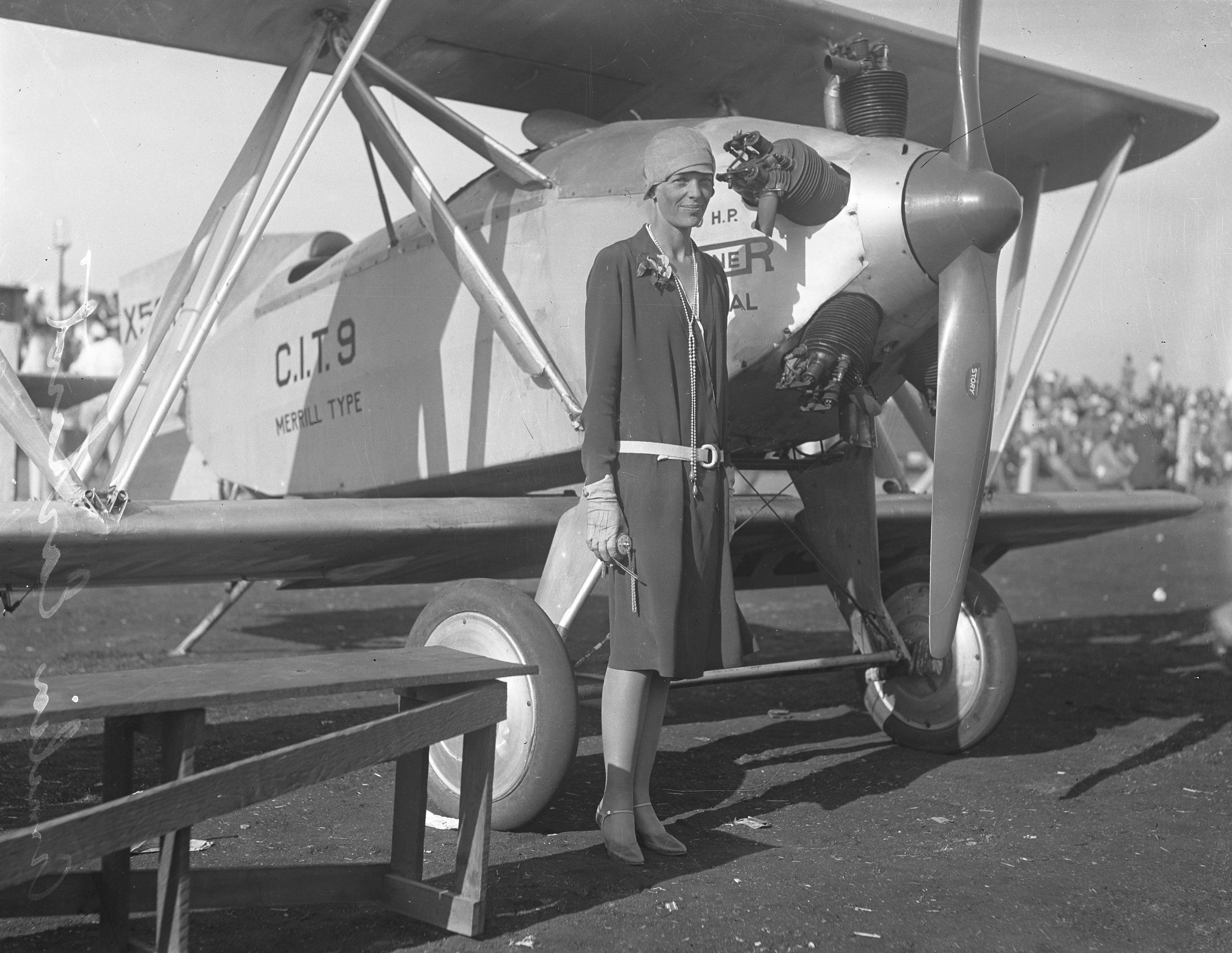
Амелія Ергарт біля моделі літака в Каліфорнійському технологічному інституті. Лос-Анжелес 1928 р.

Проте, дізнавшись про приготування, родичі змусили Емі Гест відмовитись від польоту. Тоді вона вирішила підшукати «підходящу» дівчину: «американку, яка вміє пілотувати літак, має привабливу зовнішність і приємні манери». Нею виявилася Ергарт, рекомендована адміралом Р. Белкнапом, який цікавився авіацією і знав Ергарт з її авіаційної автивності в Бостоні.
У глибокому секреті, щоб не привертати уваги конкурентів, тримоторний Фокер переобладнали у майстерні біля Бостона, обладнавши всім необхідними для трансокеанського перельоту і — про всяк випадок — переоснащеним із коліс на поплавки.
Вилетівши із Ньюфаундленду 17 червня 1928 року, літак перетнув океан за 20 годин 40 хвилин і приводнився поблизу узбережжя Англії — в Беррі-Порте (Уельс). Через поєднання рідкісно поганої погоди й відсутності досвіду управління важкими багатомоторними літаками, Ергарт, на превеликий жаль, виконала цей шлях фактично у ролі пасажира. Після посадки розчаровано сказала репортерам: «Мене просто везли, як мішок із картоплею!». Ергарт прагнула перемкнути увагу преси на пілотів «Фокера», проте публіку цікавила лише «перша жінка в трансатлантичному перельоті». Проте це було реальним початком блискучої кар'єри Ергарт в авіації. Після перельоту Амелія написала про нього книгу «Двадцять годин 40 хвилин», присвятивши її дружині спонсора — Джорда Палмера Путнама.
Здобуту популярність Ергарт використовувала для активної пропаганди своїх ідей, зокрема, боротьби за рівноправність жінок і їхнє активне залучення до традиційно «чоловічих» професій, особливо в авіацію. За короткий час опублікувала у пресі багато статей про розвиток і перспективи авіації, читала публічні лекції на цю тему в багатьох містах. Ергарт не мала сумнівів щодо великого майбутнього комерційних авіаперевезень; вона стояла біля джерел організації кількох великих регулярних авіаліній США. Ергарт любила закінчувати свої привселюдні виступи фразою, зверненою до аудиторії: «До швидкої зустрічі на трансатлантичній авіалінії!»
У 1929 році Ергарт допомогла сформувати міжнародну організацію жінок-льотчиць, названу «Дев'яносто дев'ять» за кількістю перших її учасниць, й у 1930 році її було обрано першим президентом нової асоціації (її членами є тисячі жінок-льотчиць із багатьох країн світу). У тому ж році придбала новий літак «Локгід-Вега», нову швидкісну машину — така, якої потребувалось, щоб ставити рекорди і залишатися «на передній лінії» розвитку авіації. З погляду багатьох колег, вибір Ергарт, як і раніше з «Кіннером», не був безсумнівний. Одна із її головних суперниць — Елінор Сміт — вважала цей літак занадто складним у пілотуванні, а у разі вимушеної посадки — просто небезпечним. На думку Сміт, при відмові двигуна льотні якості у нього були «як у сокири, яка летить згори». Проте у 1931 році Сміт купила «Вегу», щоб спробувати здійснити на ньому перший «сольний» жіночий переліт через Атлантику, але незабаром розбила його під час посадки на аеродромі Ґарден-Сіті, Нью-Джерсі. У результаті, перший «сольний» жіночий переліт було здійснено наступного року Амелією Ергарт; пізніше вона за нагоди викупила розбиту «Вегу» Сміт, і після відновлення встановила на ній 3 світові рекорди. Поки ж Ергарт дісталася десята «Вега», випущена заводом «Локгід» у Каліфорнії. Машина довго не літала і перебувала у кепському технічному стані, але на новий літак у льотчиці не було коштів. Поєднуючи освоєння нової для себе машини з діловою поїздкою, Амелія перегнала літак на Західне узбережжя, «борючись» у дорозі із численними несправностями і важким розрегульованим керуванням. У Каліфорнії літак було оглянуто на заводі Локгід, де Вайлі Пост — льотчик-рекордсмен і «фірмовий» пілот-випробовувач Локгіда підняв його у повітря. Після посадки він заявив, що літак за технічним станом є «мотлохом», непридатним до польоту і майже некерованим. Те, що Амелія Ергарт зуміла на ньому перетнути країну і залишитися живою, він відніс до щасливого поєднання удачі та видатних здібностей льотчиці. Як наслідок, керівництво Локгіда безкоштовно замінило літак новішим.
У серпні 1929 року Ергарт брала участь у перших жіночих повітряних перегонах Каліфорнія — Огайо. Перед останнім етапом вона мала найкращий час і всі шанси на приз, проте стався нещасний випадок. При вирулюванні на старт Ергарт побачила, що у літака її головної суперниці Рут Ніколс загорівся двигун. Заглушивши мотор, Ергарт кинулася до літака Ніколс; витягла її з кабіни палаючого літака і надала першу допомогу. Коли прибули медики, вона нарешті змогла злетіти і продовжила гонку, але прийшла третьою. Незабаром Ергарт винагородила себе за втрату «золота», встановивши у листопаді 1929 р. у Каліфорнії світовий рекорд швидкості на демонстраційному примірнику «Веги» з двигуном потужністю 425 к.с., спеціально наданому керівництвом «Локгіда». Амелії вдалося розігнати літак до 197 миль на годину (попередній рекорд становив 156 миль на годину). Одночасно льотчиця далі освоювала важкі багатомоторні машини; в 1929 році отримала найбільш престижну і «професійну» Транспортну ліцензію Національної Асоціації Аеронавтики США, склавши іспити на пасажирському «Форд-Тримотор».
На початку 1931 р. Амелія Ергарт прийняла пропозицію одруження свого «прес-агента» і ділового партнера Джорджа Путнама, який на той час розлучився з першою дружиною. Винятково тиха шлюбна церемонія пройшла 7 лютого 1931 р. у невеликому домі матері Путнама у штаті Коннектикут; ніхто з преси не були допущені, і вже за 2 дні молодята повернулися до роботи. На думку більшості друзів і родичів, їхній шлюб був організований за принципами рівноправного партнерства і співробітництва, які сповідувала Амелія. Проте журналісти, не знайомі з сім'єю, були схильні описувати його як «шлюб із розрахунку». Ця версія була спростована у 2002 р., коли у розпорядження музею Університету Пардью (Індіана) була передана особиста кореспонденція Ергарт і Путнама, зокрема їхні любовні листи — які зберігалися до того часу у приватному сімейному архіві.

## Зеніт кар'єри
Навесні 1931 року Ергарт однією з перших жінок-льотчиць освоїла автожир; у квітні поставила на ньому новий рекорд висоти — 18451 фут. На межі 1920—30-х років автожири активно рекламувалися як недорога, більш безпечна і у перспективі масова альтернатива літакам. Реально, проте, перші зразки автожирів славилися високою аварійністю, особливо при злеті та посадці. Демонстраційний зразок автожира Піткерна, який багаторазово пошкоджувався, розбивався і відновлювався, пілоти на фірмі охрестили «Чорною Мері» («Black Marie»), оскільки нікому з них не вдавалося налітати у цьому апараті достатньо годин без аварій та інцидентів. Одностайна думка пілотів, які ознайомились із машиною, склалася швидко і наголошувала, що «мабуть, максимальний час, який можна безаварійно налітати на такому апараті, не перевищує 10 годин».
Проте навесні 1931 р. Ергарт стала першою жінкою-льотчицею, яка перетнула на автожирі «Піткерн PS-A2» усю територію США; чистий час у польоті становив 150 годин, із 76 посадками для дозаправлення (що були необхідні приблизно кожні 2 години). При цьому весь шлях із сходу на захід не відзначений жодною аварією. Проблеми, проте, «наздогнали» на зворотному шляху. Під час злету на курсі автожира виявився «курний диявол» — раптовий невеликий пиловий вихор — специфічне природне явище, притаманне місцевості. Через несподіване розрідження повітря апарат, ледве набравши швидкість і відірвавшись від Землі, упав із висоти кількох метрів і цілком зруйнувався. Проте Ергарт не була навіть поранена. Наступного дня заводський пілот пригнав із заводу Піткерна новий автожир і льотчиця продовжила свій шлях на Схід.

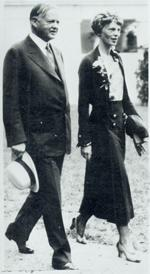
А. Ергарт прогулюється з Президентом Гербертом Гувером неподалік Білого Дому 2 січня 1932 р.

У травні 1932 року Ергарт зробила вирішальний крок до всесвітньої популярності. Вилетівши з Ньюфаундленду на своєму «Локгід-Вега» ввечері 20 травня, за 15,5 годин перетнула Атлантику — цього разу самотужки. Це був лише другий в історії успішний одиночний політ через Атлантику після успіху Чарльза Ліндберга в 1927 році й після більш як десятка невдалих спроб повторити подвиг Ліндберга, які забрали життя багатьох досвідчених пілотів. Політ був надзвичайно ризикованим. Перевантажений паливом «Локгід-Вега» виявився досить нестійкою й жорсткою в пілотуванні машиною. Літак не мав радіозв'язку, отже у Амелії не було жодної страховки у разі непередбачених обставин. Метеопрогноз, який обіцяв прийнятну погоду над Атлантикою, виявився неправдивим, і невдовзі після настання темряви «Вега» увійшла у зону сильного шторму з грозою і потужними поривами вітру. Перевантаження були такі, що після посадки, техніки при огляді літака, виявили, що чотири додаткові посилення, встановлені перед польотом у крилі для збільшення міцності, тріснули, і при ще одному подібному перевантаженні крило, безумовно, зруйнувалося б. За словами Ергарт, «відчуття були такі, ніби перебуваю у величезному барабані, заповненому водою, і б'юся там зі слонами». Проблеми погіршила відмова кількох приладів, зокрема альтиметра й тахометра. Також порушилася герметичність паливопроводів, і, нарешті, тріснув вихлопний колектор. Коли шторм закінчився, почалося обмерзання. Унаслідок цього обважніла «Вега» зірвалася в штопор, з якого Ергарт вдалося вивести літак над самим океаном: встановлений у літаку барограф-самописець зафіксував різку втрату висоти у кілька тисяч футів — практично вертикальну лінію, яка обривалась над самим рівнем океану. Ергарт знайшла висоту, де обмерзання було помірним і літаком можна було керувати. Після світанку, глянувши на крило, вона побачила тонкий струмінь палива, який витікав із тріщини трубопроводу від додаткового бака. Розуміючи, що за такого стану літака політ до Франції виключається, Ергарт вирішила сідати на першу придатну ділянку суші. Вона сіла на узбережжі Північної Ірландії на пасовищі неподалік Лондондері. Ергарт стала найпершою жінкою-льотчицею, яка подолала Атлантику без другого пілота і єдиною на той час у світі людиною, яка перетнула океан повітрям двічі.
В Європі Ергарт очікував фантастичний прийом, а у США її тріумфальне повернення додому затьмарило урочистості 1928 року. Після цього польоту її статус і заслуги були беззастережно визнані, і вона була представлена до багатьох державних нагород — як у США, так і в інших країнах. Стала першою жінкою й першим цивільним пілотом, які отримали Почесний Льотний Хрест Конгресу США, отримала навіть Золоту медаль Національного географічного товариства — за внесок в авіаційну науку й історію авіації. Цю медаль Ергарт вручив особисто президент США Герберт Гувер присутності посланців більш як 20 держав. Також Ергарт стала кавалером Ордена Почесного Легіону Франції, Хреста короля Бельгії Леопольда і багатьох інших нагород.
Крім шанувальників, у Ергарт також були й критики, які брали під сумнів її кваліфікацію, льотні навички та досягнення. Особливу активність у цьому напрямі виявила її основна суперниця — льотчиця Елінор Сміт. Особливого визнання, проте, позиція критиків не отримала, оскільки чимало фактів «льотної біографії» Ергарт — включаючи численні рекордні перельоти, зокрема за непростих метеоумов — свідчили про її високу льотну кваліфікацію. Найкращі професійні пілоти-рекордсмени і авіаційні фахівці 1920-30-х років, які зустрічалися з Ергарт на професійному ґрунті, відзначали її високий професіоналізм і «природний талант» пілотування. До їхнього числа належали: Вайлі Пост, Жаклін Кокрен, Келлі Джонсон, генерал Лі Вейд та інші. Генерал Вейд писав про спільний політ з Ергарт на одному з нових експериментальних літаків фірми «Консолідейтед» (спеціально сконструйованому з «нейтральною стійкістю» і тому особливо «суворому» і такому, що не пробачав помилок у пілотуванні): «Вона була пілотом від народження — з природним і безпомилковим відчуттям літака». Хоча для Ергарт це був перший політ на цьому літаку. Також характерний епізод трапився коли в 1929 році. Ергарт, відвідуючи одне з авіашоу як гостя, протягом декількох годин облітала кілька літаків різних типів, з якими їй також ніколи раніше не доводилося мати справи.
Після трансатлантичного перельоту 1932 р. Ергарт стала найвідомішою льотчицею у світі та однією з найпопулярніших осіб у США. Вона багато разів перетнула країну з кінця в кінець — на літаку і в автомобілі — виступаючи з публічними лекціями і активно пропагуючи авіацію і повітряні перевезення. Вона тестувала новий тип парашута, здійснювала занурення в Атлантиці у водолазному костюмі й випробувала вихід з підводного човна під водою через шлюзову камеру, виступала як «хрещена мати» при введенні в дію нового патрульного дирижабля для флоту США. У той же час продовжувала готувати і здійснювати нові рекордні перельоти.
10 липня 1932 року — незабаром після повернення з Європи — Ергарт на своїй відремонтованій «Везі» спробувала побити встановлений її подругою і суперницею Рут Ніколс жіночий рекорд швидкості на трансконтинентальному маршруті. Вона стартувала в Лос-Анджелесі, але проблеми в паливній системі змусили її зробити незаплановану посадку в Колумбусі (Огайо), що збільшило час на маршруті до 19 год 14 хв; «чистий» польотний час склав 17 годин 59 хвилин. Тим не менш рекорд був побитий.
24 серпня 1932 року Ергарт встановила новий рекорд, знову подолавши трансконтинентальний маршрут — з Лос-Анджелеса в Ньюарк. Тепер вона стала першою льотчицею, яка перетнула Американський континент від узбережжя до узбережжя без проміжної посадки, час у польоті — 19 год., 7 хв., 56 секунд. Одночасно, як виявилося, був побитий і світовий жіночий рекорд дальності безпосадочного перельоту (2000 миль), встановлений Рут Ніколс на маршруті Окленд — Луїсвілл.
Наступного року Амелія Ергарт стала першою жінкою, яка взяла участь у знаменитій трансамериканській гонці на приз Бендикс. Гонка 1933 року була відзначена цілою низкою тяжких аварій та катастроф із загибеллю пілотів і літаків. Ергарт була однією з небагатьох учасниць, які змогли пройти весь маршрут до кінця, і перед завершенням перегонів могла претендувати на перше місце. Однак неполадки в моторі привели до сильного перегріву, а потім вібрація зруйнувала кріплення верхнього вхідного люка кабіни; повітряний потік зірвав люк, кришка якого мало не знесла кіль літака. Внаслідок цього Ергарт прийшла третьою.
Через кілька днів Ергарт побила власний торішній рекорд на трансамериканському маршруті, встановлюючи новий рекордний час у польоті — 17 годин 7 хвилин 30 секунд. При цьому незадовго до завершення перельоту вібрація і повітряний потік знову зруйнували кріплення верхнього вхідного люка кабіни, і останні 75 миль — до посадки — Ергарт вела літак однією рукою (іншою доводилося утримувати кришку люка над головою, тому що якщо б її зірвало, вона могла б пошкодити чи знести кіль літака).

### Інші поодинокі польоти
11 січня 1935 року Амелія Ергарт стала першою у світі людиною, яка подолала на своїй «Везі» над Тихим океаном самостійно відстань від Гавайських островів до Окленду, штат Каліфорнія. При спробах зробити такий одиночний переліт загинуло стільки пілотів, що подібні спроби були заборонені спеціальним рішенням уряду США, проте Ергарт добилася спеціального дозволу спробувати. Час у польоті склав 18 годин 16 хвилин. На аеродромі в Каліфорнії її чекав 18-тисячний натовп і вітальна телеграма президента США Франкліна Делано Рузвельта: «Вітаю — Ви перемогли знову». Пізніше були рекордні польоти Лос-Анджелес — Мексико-Сіті та Мексико-Сіті — Нью-Йорк. Цікаво, що Мексику Ергарт відвідала на запрошення її уряду та президента Ласаро Карденаса «з візитом доброї волі», тобто фактично як неофіційний державний посланець США. На честь її візиту уряд Мексики розпорядився випустити спеціальну поштову марку, яка майже негайно стала предметом полювання філателістів.
На зворотному шляху Ергарт встановила новий світовий рекорд, подолавши дистанцію між Мехіко-Сіті та Нью-Йорком за рекордні 18 годин 18 хвилин. При цьому вона також виявилася першою людиною, яка подолала усю Мексиканську затоку повітрям по прямій. Погода в цьому районі відома своєю непередбачуваністю, частими раптовими змінами і штормами — включаючи знамениті флоридські урагани. Тому стандартною практикою пілотів того часу було летіти тільки уздовж берегової лінії — включаючи Чарльза Ліндберга, який встановив попередній рекорд швидкості на маршруті Мехіко-Сіті — Вашингтон. Завдяки прямому курсу Амелії вдалося поліпшити час Ліндберга на 14 годин, пройшовши дистанцію до Вашингтона за 13 год. 6 хвилин.
До середини 1930-х років Амелія Ергарт увійшла в найвищі кола американського істеблішменту. Вона стала близькою подругою президентського сімейства і здійснювала нічні польоти над Вашингтоном із дружиною президента Елеонорою Рузвельт: перша леді мріяла навчитися сама керувати літаком, і Ергарт давала їй приватні уроки.
У 1934 році Амелія Ергарт і Джордж Путнам переїхали до Каліфорнії — в теплому і сонячному кліматі Західного узбережжя можна було літати цілорічно. У 1936 р. Ергарт прийняла пропозицію про співробітництво з університетом Пердью в Індіані, де очолила практичні дослідження з аеронавтики. Тут же вона організувала льотну школу, а також займалася консультуванням з планування кар'єри для ще нечисленних тоді студенток.

## Останній політ
У подяку за співпрацю влітку 1936 року університет підніс Ергарт до дня народження новітній двомоторний моноплан «Локгід-Електра» L-10E. Тепер вона впритул наблизилася до здійснення своєї давньої мрії — зробити політ навколо світу за найдовшим маршрутом, тримаючись якомога ближче до екватора. Ергарт вважала, що це буде її останній рекордний політ. Вона говорила пресі, друзям і колегам, що час в авіації швидко змінюється: «Скоро рекорди перестануть бути основним двигуном прогресу в авіапромисловості, і головною людиною в авіації вже тепер є не хвацький пілот-шибайголова, а добре підготований авіаційний інженер».
Відповідно до цього переконання, за її словами, після повернення з рекордного польоту вона збиралася брати активну участь у розробці та здійсненні програми стратосферних і швидкісних випробувальних польотів, а в проміжках, нарешті, віддати данину «каліфорнійському сонцю, книгам, друзям і спокійному відпочинку на природі». За спогадами родичів і друзів, вона також збиралася зробити хоча б невелику паузу в професійній діяльності, щоб нарешті народити дитину (влітку 1937 року їй мало виповнитися 40 років).
Навколосвітній переліт розпочався 17 березня 1937 року. У польоті Ергарт повинні були супроводжувати два штурмани — Гаррі Меннінг і Фредерік Нунан. Однак перша спроба виявилася невдалою. При старті з Гавайських островів для другого етапу перельоту шасі на розбігу не витримало ваги переобтяженого паливом літака. Покришка лопнула, і літак миттєво вийшов з-під контролю, підломив шасі та проїхався по злітній смузі, отримавши серйозні ушкодження. Тим не менш, за неймовірним везінням, вибуху не сталося. Вирішивши здійснити політ будь-якою ціною, Ергарт відправила розібраний літак до Каліфорнії морем для капітального ремонту на заводі «Локгід». Її друга спроба почалася 20 травня 1937 р. Тепер її супроводжував лише один штурман — Фред Нунан. До того часу змінився погодний сезон і пануючі вітри, і Ергарт відповідно змінила план польоту: тепер вона повинна була летіти із заходу на схід.
На початок липня екіпаж пролетів понад 22 тисяч миль, успішно подолавши 80 % маршруту — через Атлантику, екваторіальну Африку, Аравію, Індію та Південно-Східну Азію. Деякі з 28 етапів перельоту були офіційно зареєстровані як світові рекорди. Графік перельоту був дуже щільним, фактично не залишаючи часу для повноцінного відпочинку. 2 липня 1937 р. Амелія і Фред Нунан вилетіли з Лае — невеликого містечка на узбережжі Папуа-Нової Гвінеї, і попрямували до маленького острова Гауленд, розташованого в центральній частині Тихого океану. Цей етап польоту був найдовшим і найнебезпечнішим — розшукати після майже 24 годин польоту в Тихому океані острівець, який лише злегка здіймається над водою, було дуже складним завданням для навігаційної технології 1930-х років. За розпорядженням президента Рузвельта на Гауленді було побудовано злітно-посадкову смугу спеціально для перельоту Ергарт. Тут літак очікували офіційні особи та представники преси, а біля узбережжя знаходився сторожовий корабель берегової охорони «Ітаска», який періодично підтримував з літаком радіозв'язок.
Згідно з донесенням командира корабля, зв'язок був нестабільним, Ергарт повідомляла про погану погоду на маршруті та складнощі з точним підходом до острова через погану видимість. Остання прийнята від неї передача була наступною: «Наш курс 157—337 … Повторюю … Повторюю … ми рухаємося вздовж лінії північ—південь…». Судячи з потужності радіосигналів, літак повинен був з'явитися над Гаулендом з хвилини на хвилину, проте він так і не з'явився, не було і нових радіопередач.

## Пошуки
Коли, за розрахунками, на борту «Локхід-Електра» закінчилося паливо, ВМС США негайно почали пошуково-рятувальну операцію. Це була наймасштабніша і найдорожча операція такого типу за всю історію американського флоту. Безліч кораблів, включаючи найбільший на той час у світі авіаносець «Лексінгтон» та лінкор «Колорадо», покинувши бази в Каліфорнії і на Гавайських островах, терміново попрямували в центральну частину Тихого океану. Кораблі та 66 літаків протягом 2 тижнів оглянули 220 тисяч квадратних миль водної поверхні; було перевірено безліч невеликих незаселених островів і рифів, але всі зусилля виявилися безрезультатними. Через 14 днів керівництво флоту заявило, що надії більше немає: найімовірніше, Амелія Ергарт і Фред Нунан, зазнавши аварії, загинули в океані. Таким чином, незважаючи на безпрецедентні пошуки, знайти Ергарт так і не вдалося. 5 січня 1939 року вона була оголошена померлою, хоча неофіційні пошуки тривали значно довше і фактично продовжуються в наш час.
На початку листопада 2016 року у пресі [Архівовано 5 листопада 2016 у Wayback Machine.] з'явилася інформація про нібито встановлення місця загибелі Амелії. У 1940 році на безлюдному острові-атолі Нікумароро був виявлений скелет, який вважали чоловічим. Проте в 2016 році, використовуючи збережені вимірювання (сам скелет не дійшов до наших днів), науковці провели нову антропологічну експертизу, яка показала, що останки могли належати жінці — такого ж зросту і етнічної приналежності, як і Ергарт.
На думку дослідників з Міжнародної групи для історичного відновлення літака (TIGHAR) атол Нікумароро просто всіяний артефактами, які, можливо, належали саме Ергарт і її штурману Фреду Нунану. Зокрема, там були виявлені залишки льотної куртки, дзеркало, фрагменти алюмінієвих листів і косметичний крем від ластовиння.
Професор антропології університету Теннессі Річард Джанц виявив, що передпліччя знайденого на острові скелета були довші, ніж звичайно, що було типово для білих жінок, які народилися приблизно в той же час, що й Ергарт, тобто в 1897 році. На жаль, сам скелет не зберігся до сьогодні, тому експертам доводиться працювати лише зі старими фотографіями і результатами експертиз.
«Ми, звичайно, не довели, що людиною, яка померла на безлюдному острові, була Амелія Ергарт, але це істотна частина даних, яка схиляє чашу терезів саме в цьому напрямку», — підкреслюють експерти.
У листопаді 2017 року в науковому журналі Forensic Anthropology було опубліковано ще одну статтю стосовно обстеження знайденного скелета. У ній перевірялася адекватність старих методів аналізу, за якими дійшли висновку, що скелет був чоловічим (вперше зробленого Гудлес (Hoodless) та пізніше підтверджено Крос (Cross) і Райт (Wright)) та пропонувався новий аналіз. Автор статті, Річард Янц (Richard Jantz), стверджує, що старі методи аналізу не відповідали задачі визначити стать людини, тому що криміналістична антропологія була не така розвинена, як зараз. Статура, розміри кісток Амелії Ергарт визначалася з фотографій та порівнювалися зі старими вимірами кісток, знайдених на острові Нікуамороро. Ріхард Янц дійшов до висновку, що статура Амелії Ергарт більше відповідає знайденим кісткам, ніж кістки 99 % людей з великої референтної групи. Таким чином знайдені кістки з високою імовірністю належали Амелії Ергарт.
У серпні 2019 року з'явилась інформація, що невдовзі на пошуки зниклої Амелії Ергарт може вирушити Роберт Баллард, який свого часу знайшов уламки «Титаніка».
30 січня 2024 року з'явилась інформація, що компанія з підводних досліджень можливо, знайшла літак Амелії Ергарт приблизно на 15 000 футів нижче поверхні Тихого океану. У Deep Sea Vision стверджують, що зробили знімок літака з ехолота. Розміри літака та обриси окремих деталей збігаються з літаком Lockheed Electra, на якому Ергарт летіла 2 липня 1937 року. Засновник компанії Тоні Ромео, колишній офіцер розвідки ВПС США, сказав, що команда з 16 осіб зробила це зображення наприкінці минулого року під час 90-денної експедиції в пошуках літака Ергарт. За словами Ромео, процес ідентифікації знахідки Deep Sea Vision і, можливо, її переміщення може зайняти роки. Національний музей авіації та космосу США візьме в цьому участь.

## Альтернативні версії
Після закінчення пошуків не всі прийняли на віру офіційну версію про причини катастрофи. Підставою для цього була геополітична обстановка, яка склалася на Тихому океані до середини 1930-х років. У цей період основним потенційним супротивником США на міжнародній арені була Японська імперія. Всупереч міжнародним угодам, японці активно будували військові об'єкти на переданих під їхнє управління колишніх німецьких островах у Тихому океані. При цьому вони категорично відкидали можливість будь-якої міжнародної інспекції і жорстоко припиняли всі спроби проникнути за «бамбукову завісу». Тож невдовзі виникла версія про те, що зазнавши аварії, після вимушеної посадки екіпаж «Електри» міг потрапити в руки японців, які постаралися таємно ліквідувати небажаних свідків їхніх військових приготувань.
1941 року почалася війна на Тихому океані. З боєм захоплюючи у японців тихоокеанські острови, американські війська отримали чимало свідчень, які побічно підтверджують версію про «японський слід». Знайшлися люди, котрі стверджували, що бачили в полоні у японців на острові Сайпан білих жінку і чоловіка — пілотів літака, який зазнав катастрофи над океаном. Згідно зі свідченнями, їх звинуватили в шпигунстві й тримали у в'язниці Гарапана — головного міста на Сайпані. Різні свідки наводили різні подробиці, однак у загальному сходилися на тому, що штурман Фред Нунан був убитий японцями незабаром після полону, а перед висадкою американських військ на Сайпан японці стратили Амелію Ергарт — разом з кількома іншими американськими полоненими, які перебували до того часу у в'язниці Гарапана.
У післявоєнний період, кількома експедиціями робилися спроби знайти на острові Сайпан будь-які матеріальні підтвердження цієї версії. У результаті було зібрано багато усних свідчень жителів острова; проте будь-яких матеріальних артефактів (як наприклад останків Ергарт або Нунана, або деталей їхнього літака) досі виявити не вдалося.
Також невдачею дотепер закінчувалися неодноразові спроби дослідницької групи TIGHAR виявити сліди перебування літака Ергарт і її екіпажу на острові Нікумароро (колишній о. Гарднер, в групі островів Фенікс) — підтвердивши тим самим свою версію катастрофи. У 2018 р. повідомлено, що дослідники з університету Теннессі провели аналіз людських останків, виявлених 1940 року на острові Нікуамороро в Тихому океані та з'ясували, що вони з великою ймовірністю належали американській льотчиці Амелії Ергарт.

## Популярність і статус у сучасності
У сучасних США Амелія Ергарт, як і раніше, є дуже відомою і популярною національною героїнею, рольовою моделлю та прикладом для юнацтва. В останні десятиліття в середньому щороку в США виходять з друку 4 нові книги про Ергарт, не рахуючи фотоальбомів та книжок для дітей. Про неї знято кілька фільмів, документальних і художніх. Кілька років тому, за пропозицією ініціативної групи конгресменів, було також прийнято рішення про встановлення пам'ятника Амелії Ергарт у будівлі вашингтонського Капітолія, де проводяться засідання конгресу США. 2008 року до складу флоту США введено новий військово-транспортний корабель T-AKE 6 «Амелія Ергарт», побудований на верфі NASSCO у Сан-Дієго, Каліфорнія.
На батьківщині Ергарт, в місті Атчісон, штат Канзас, кожен рік проводиться Фестиваль Амелії Ергарт, куди з'їжджається до 50 тисяч гостей. Стандартна програма фестивалю включає показові польоти з виконанням фігур вищого пілотажу, концерти музики кантрі просто неба, півгодинний феєрверк з музичний супроводом «Концерт у небі» та день відкритих дверей в Будинку-музеї Амелії Ергарт, який від 1971 року офіційно включено до Реєстру історичних пам'яток національного значення США. Ергарт часто згадується у творах музикантів, таких як Джоні Мітчелл, Патті Сміт, Гітер Нова.
Амелія Ергарт (якщо точніше, її воскова фігура, яка ожила) стала однією з головних персонажів фантастичного фільму «Ніч у музеї 2» (2009), де її роль виконала актриса Емі Адамс.
У 2009 році вийшов біографічний фільм Світи Наїр «Амелія», у головній ролі — Гіларі Свонк.
Дитячий образ Амелії використано в 2-му епізоді (Moai Better Blues) 2-го сезону і в 2-му епізоді (The Tomb of Sammun-Mak) 3-го сезону гри  Sam & Max.